# Rodeo King and the Senorita
Rodeo King and the Senorita è un film del 1951 diretto da Philip Ford.
È un western statunitense con Rex Allen, Mary Ellen Kay e Buddy Ebsen.

## Produzione
Il film, diretto da Philip Ford su una sceneggiatura di John K. Butler, fu prodotto da Melville Tucker, come produttore associato, per la Republic Pictures e girato nell'Iverson Ranch a Chatsworth, Los Angeles, California, nella seconda metà di marzo del 1951.

## Distribuzione
Il film fu distribuito negli Stati Uniti dal 15 luglio 1951 al cinema dalla Republic Pictures.
Altre distribuzioni:
- nelle Filippine il 13 maggio 1952
- in Brasile (O Rei do Rodeio)
- in Cile (Rodeo tragico)